# Harlinger Aardewerk Museum
Het Harlinger Aardewerk Museum is een Nederlands particulier museum in Harlingen, dat bestond van 1992 tot 2015. In het museum werd de aardewerkverzameling van Minze van den Akker tentoongesteld. Deze collectie bevatte topstukken van Harlinger en Fries aardewerk.

## Geschiedenis
Al enkele jaren voor de opening was Van den Akker bezig de gemeenteraad van Harlingen te bewegen tot de oprichting van een Harlinger aardewerkmuseum. De gemeenteraad ging hier niet in mee en daarom besloot Van den Akker om zelf een museum te openen op de begane grond van zijn woning. In 1992 opende het museum zijn deuren. Vanaf 2015 bleef het museum gesloten voor het publiek in verband met persoonlijke omstandigheden. In september 2017 werd de collectie van eigenaar Van den Akker geveild, nadat enkele topstukken waren ondergebracht bij lokale en provinciale musea.

## Beschrijving
Het pand met klokgevel is een rijksmonument. Het werd in 1967 door de Hein Buisman Stichting gerestaureerd. Op de onderste verdieping bevond zich het museum.

## Collectie
Een overzicht van het Friese productieaardewerk uit Harlingen, Makkum en Bolsward in de periode 1600-1925.
- Tinglazuur aardewerk (majolica en faience)
- Kerfsnee aardewerk

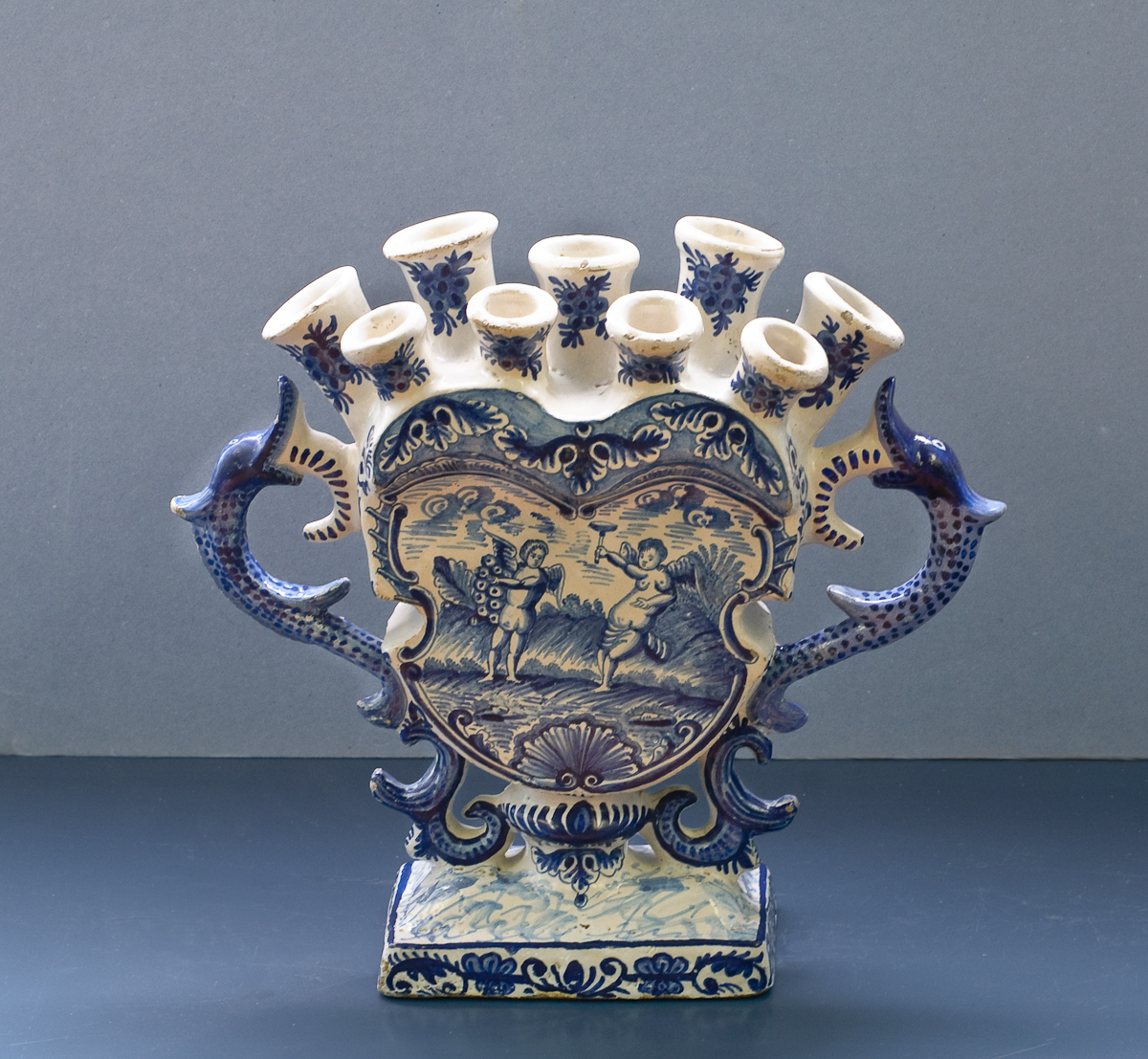
Tulpenvaas
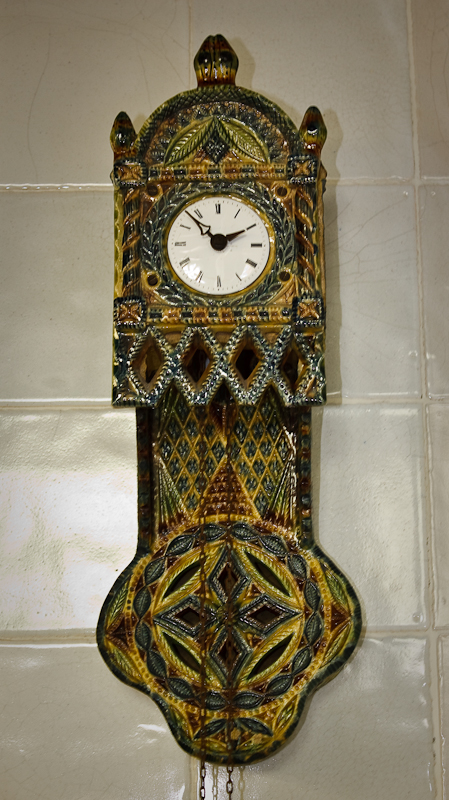
Klok (kerfsnee)
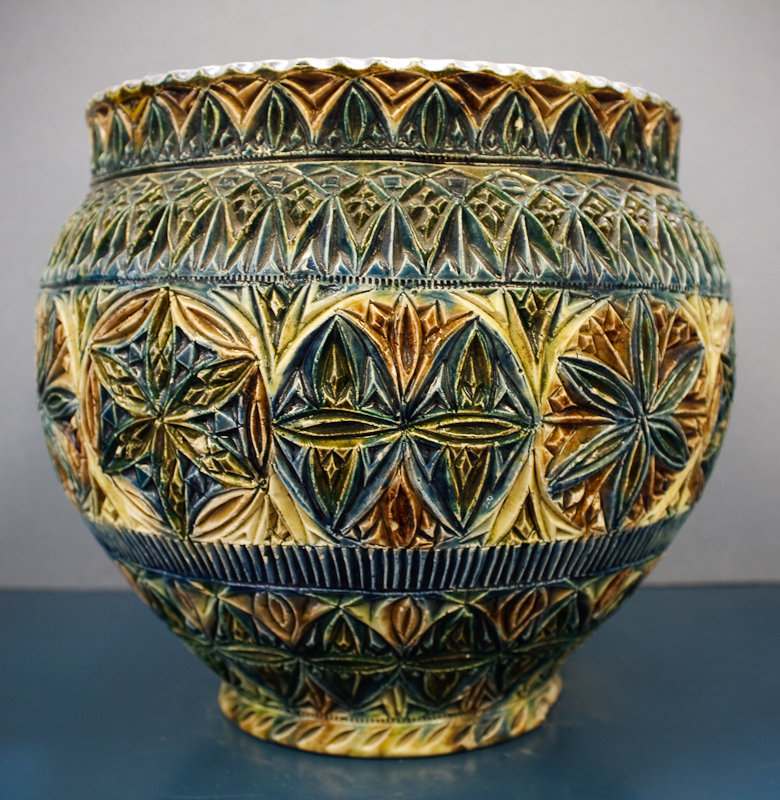
Bloempot (kerfsnee)
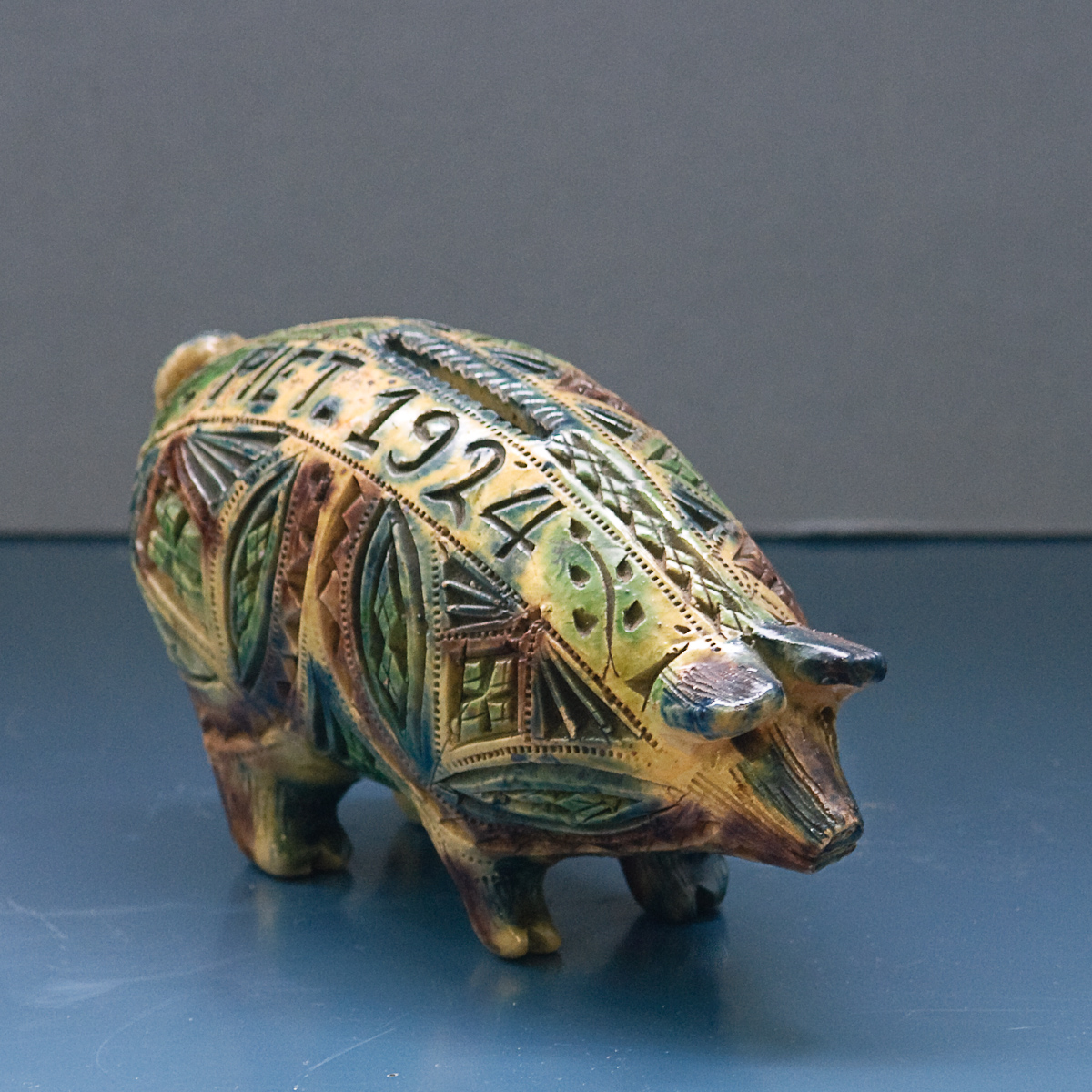
Spaarvarken (kerfsnee)